# Liste des principales œuvres pour alto

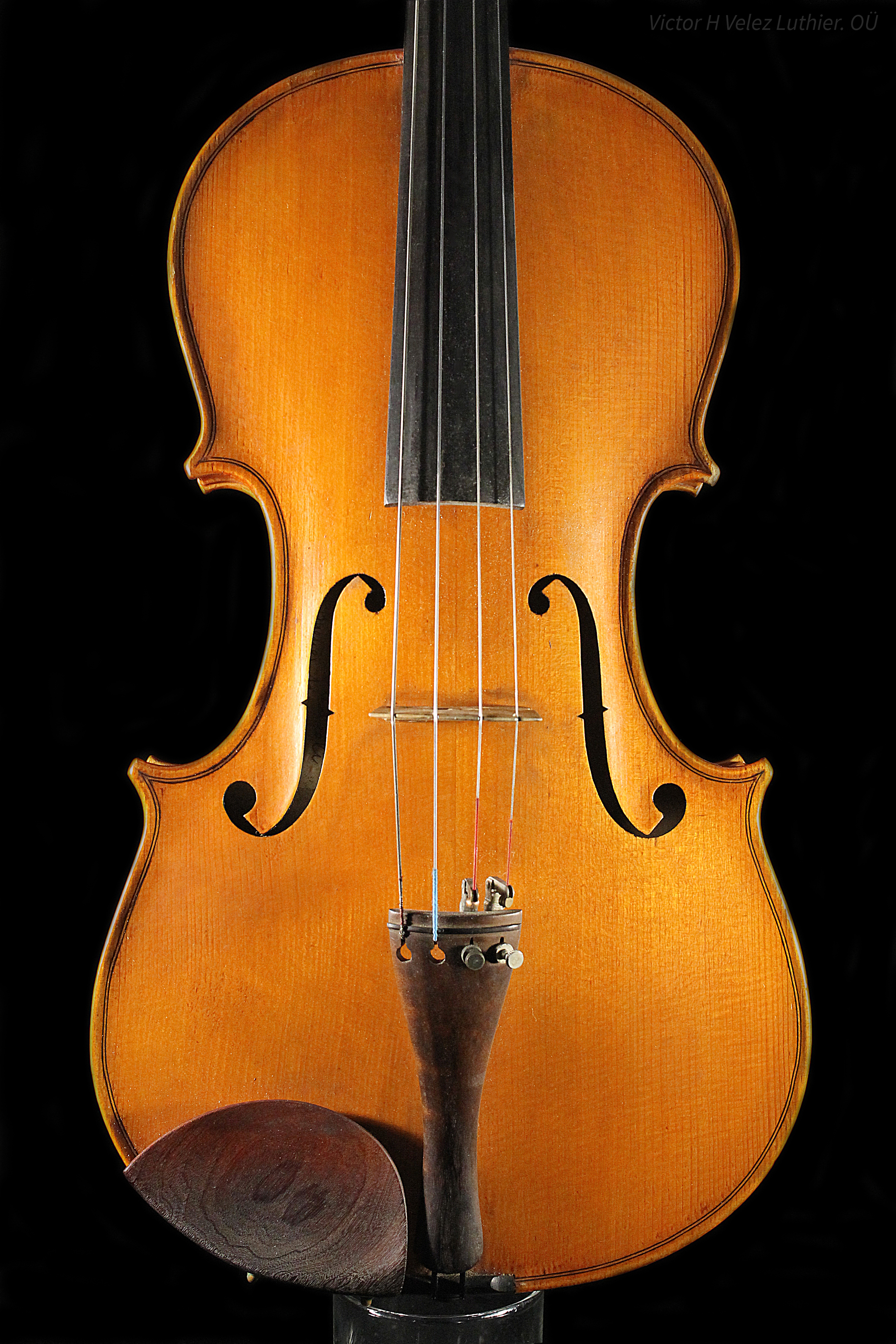
Détails d'un alto.

Est énuméré dans cette liste des principales œuvres pour alto le répertoire majeur de la musique pour alto.
On se limitera aux œuvres où l'alto tient une place centrale — concertos, sonates pour alto et piano, autres pièces pour alto et un ou deux instruments (c'est-à-dire jusqu'au trio, il ne s'agit pas de lister ici toute l'abondante littérature pour quatuor à cordes...)
Les œuvres sont classés par compositeur, ceux-ci listés par ordre alphabétique.

## Liste
Aller directement à la lettre : A B C D E F G H I J K L M N O P Q R S T U V W X
Y Z
A
- Erkki Aaltonen
Preludi ja allegro (Prelude et Allegro) pour alto et piano (1983)
- Walter Abendroth (1896-1973)
Concerto pour alto et orchestre
Divertimento pour flûte et alto, op. 5 (1928)
Sonate no 1 en sol pour alto et piano, op. 21a (1956)
Sonate no 2 en ut pour alto et piano, op. 21b (1957)
- Jean Absil (1893–1974)
Berceuse pour violoncelle ou alto ou saxophone alto et petit orchestre (ou piano) (1932)
Concertino pour alto et orchestre, op. 122 (1964)
Concerto pour alto et orchestre, op. 54 (1942)
Sonatine en duo pour violon et alto, op. 112 (1962)
- Joseph Achron (1886–1943)
2 Pièces pour alto et piano, op. 65 (1932)
- Dieter Acker (1940–2006)
Arkaden II pour alto et piano (1995)
Duo pour alto et violoncelle (1973)
Equale II pour 2 altos (1987)
Musik pour alto, harpe et orchestre à cordes (1992)
Sonate pour alto et harpe (1987)
Sonate pour alto et piano (1985)
Trio pour flûte, alto et harpe (ou guitare) (1987)
Trio pour clarinette, alto et piano (1992)
- Murray Adaskin (1906–2002)
Concerto no 1 pour alto et orchestre (1991)
Concerto no 2 pour alto et orchestre (1995)
Duo pour alto et guitare (1996)
Duo pour alto et piano (1999)
Finki, Where Are You? pour 2 altos (2000)
Sonatine Baroque pour alto seul (1952, 1999)
Vocalise no 1 pour alto seul (1990)
Vocalise no 2 pour alto seul (1996)
- Samuel Adler (1928)
Canto XVI pour alto seul (2004)
Concerto pour alto et orchestre (1999)
Divertissement pour alto et marimba (2002)
Five Choral Scherzi pour chœur mixte, alto et guitare (2007)
Into the Radient  [sic] Boundaries of Light pour alto et guitare (1993)
Sonate pour alto et piano (1984)
Song and Dance pour alto et orchestre (1961)
Triolet pour flûte, alto et harpe (1989)
- Bruce Adolphe (1955)
Dreamsong pour alto et piano (1989)
Duo pour alto et piano (1980)
Hoodoo Duo pour alto et contrebasse (1994)
- Milton Adolphus (1913–1988)
Bouncettino pour alto et piano, op. 78 (1944)
Improvisation pour alto et piano, op. 61 (1937)
- Kalevi Aho (1949)
Concerto pour alto et orchestre de chambre (2006)
Lamento pour 2 altos (2001)
Trio pour clarinette, alto et piano (2006)
- Joseph Ahrens (1904–1997)
Sonate pour alto et orgue (ou orgue positif) (1953)
- Necil Kazım Akses (1908–1999)
Acıklı Ezgi (Canto Lamentoso): Hüzünlü Melodi (« Mélodie triste ») pour alto seul (1984)
Capriccio pour alto solo (1977–1978)
Concerto pour alto et orchestre (1977)
- Johann Georg Albrechtsberger (1736–1809)
Duo en do majeur pour alto et violoncelle (1783)
- José Antônio Rezende de Almeida Prado (1943–2010)
Sonate pour alto et piano (1983)
Trio marítimo pour violon, alto et piano (1983)
- William Alwyn (1905–1985)
Ballade pour alto et piano (1939)
2 Folk Tunes pour violoncelle ou alto et piano (ou harpe) (1936)
Pastoral Fantasia pour alto et orchestre à cordes (1939)
Sonata Impromptu pour violon et alto (1939)
Sonatina pour alto et piano (1941, 1944)
- André Amellér (1912–1990)
L'arc-en-ciel, 7 Pièces faciles pour alto et piano, Op. 221 (1975)
Hétérodoxes pour quatuor à cordes soliste et orchestre, Op. 181 (1970)
Mon premier concert, 6 Pièces faciles pour alto et piano, Op. 218 (1975)
Petit nuage pour alto et piano, Op. 308 (1983)
Sarabande pour alto solo, Op. 80 (1953)
Sonatine pour alto ou violon, Op. 357 (1984)
Sourire pour alto et piano, Op. 307 (1983)
Speranza pour alto ou violon et piano, Op. 375 (1986)
Trois pièces faciles pour alto et piano, Op. 208 (1973)
- Fikret Amirov (1922–1984)
Elegy pour violoncelle (ou alto) et piano (1948)
- Johann Andreas Amon (1763–1825)
3 Concertante Quartets pour alto solo et trio à cordes, op. 15
Concerto no 1 en la majeur pour alto et orchestre, op. 10 (1799)
Concerto no 2 en mi majeur pour alto et orchestre
6 Duos pour violon et alto, op. 2 (1791)
Quatuor pour alto solo et trio à cordes, op. 18 no 3 (1803)
Quintette pour flûte, alto et trio à cordes, op. 19 no 3
- Pierre Ancelin (1934–2001)
Lyriques, 3 Pièces pour alto et piano (1984)
- Julian Anderson (1967)
Prayer pour alto seul (2009)
- Hendrik Andriessen (1892–1981)
Sonate pour alto et piano (1967)
Sonatine in één deel (« Sonatine en un mouvement ») pour alto et piano
- Jurriaan Andriessen (1925–1996)
Movimenti III pour violon, alto, violoncelle avec instruments à vent et percussion (1974)
- Louis Andriessen
Tuin van Zink (Garden of Zinc) pour alto et live electronics (1998)
- Paul Angerer (b.1927)
Concerto pour alto et sextuor de cuivres (3 trompettes, 2 trombones, tuba) (1950)
Concerto pour alto et orchestre (1962, 1975)
Concerto pour alto, clavecin et 5 vents (hautbois, cor anglais, 2 bassons, trompette) (1946)
Concerto pour alto, cordes et cuivres (1947)
Duo pour flûte à bec alto et alto (1952)
Duo pour alto et violoncelle (1949)
Duo pour violon et alto (1951)
Exercitium Canonicum, 4 Canonic Pieces pour 2 altos (1980)
Musica ad impulsum et pulsum pour violon, alto, violoncelle et contrebasse solistes, orchestre à cordes et percussion (1955)
- Georges Aperghis
Crosswind pour alto et quatuor de saxophones (1997)
En un tournemain pour alto seul (1987)
Rasch pour violon et alto (2001)
Volte-face pour alto seul (1997)
- Louis Applebaum (1918–2000)
Notions pour violon ou alto et piano (1990)
- Atar Arad (b.1945)
6 Caprices pour alto seul (2003)
Concerto per la Viola pour alto et petit orchestre (2005)
Esther pour violon et alto
Rondo pour alto et violoncelle
Sonate pour alto seul (1992)
Tikvah pour alto seul (2007)
- Paul Arma (1905–1987)
Divertimento no 6 pour clarinette ou alto et piano (1955)
Divertimento de concert no 6 pour clarinette ou alto et orchestre à cordes avec xylophone (1955)
2 Improvisations pour alto solo
Sonate pour alto seul
3 Transparences for flûte, hautbois ou violon et clarinette ou alto (1961)
- Craig Armstrong (1959)
Seven Stations pour alto, percussion et bande magnétique (1988)
- Richard Arnell (1917–2009)
Partita pour alto non accompagné, op. 30 (1961)
Sinfonia Concertante pour violon, alto et orchestre
- Blaž Arnič (1901–1970)
Concerto pour alto et orchestre, op. 75 (1967)
- Malcolm Arnold (1921–2006)
Concerto pour alto et orchestre de chambre, op. 108 (1971)
Duo pour flûte et alto, op. 10 (1945)
Trio pour flûte alto et basson, op. 6 (1942)
Sonate pour alto et piano, op. 17 (1947)
- Alexandre Aroutiounian (1920–2012)
"Retro" Sonate pour alto et piano (1983)

B
- Milton Babbitt (1916–2011)
Composition pour alto et piano (1950)
Mehr “Du” pour soprano, alto et piano (1991)
Play It Again, Sam pour alto solo (1989)
Soli e Duettini pour violon et alto (1990)
Triad pour alto, clarinette et piano (1994)
- Grażyna Bacewicz (1909–1969)
Sonate pour alto seul (1958)
Concerto pour alto et orchestre (1968)
- Jean-Chrétien Bach
Concerto pour alto en ut mineur (joué aussi au violoncelle)
- Johann Christoph Friedrich Bach
Concerto pour pianoforte et alto en mi bémol majeur
- Jean-Sébastien Bach
Six suites pour violoncelle seul (couramment jouées à l'alto)
Six sonates et partitas pour violon seul (transcrites pour l'alto)
- Sven-Erik Bäck (1919–1994)
Elegi pour alto (ou saxophone alto, ou clarinette) et piano (1952)
- Johann Georg Heinrich Backofen (1768–1830?)
Concertante pour harpe, alto et continuo ad libitum, op. 8
- Nicolas Bacri (1961)
Cantilènes, Trois Chants pour violon ou alto et orchestre, Op. 29b (1988–1989
Chaconne, Duo No. 3 pour violon et alto, Op. 30c (1990)
Concerto Tenebroso "L'hiver" pour hautbois (ou violon), alto et orchestre à cordes, Op. 80 No. 3 (2009)
Croisements, Duo No. 1 pour violon et alto, Op. 9 (1983–1984)
Deux Duos pour 2 altos, Op. 6
  1. Épisodes nocturnes (1982)
  2. Threnos, 2 pièces funèbres (1987–1994)

Deux Lieder pour alto et piano, Op. 3 (1981)
Deux Sonatines opposées pour clarinette (ou alto, ou saxophone alto) et piano, Op. 108 (2008–2009)
  1. Sonatina lirica
  2. Sonatina lapidaria

Élégie pour violon (ou alto, ou violoncelle) et piano, Op. 75b (2002)
Folia, Chaconne symphonique pour alto ou violoncelle et orchestre à cordes, Op. 30b (1990)
Lyric Interlude (A Study in Pastoral Style) pour cor anglais (ou flûte, ou clarinette, ou alto) et piano, Op. 110b (2008)
Notturno funèbre pour alto et piano (1986)
Petite musique de nuit pour saxophone alto (ou clarinette, ou alto) et piano, Op. 111 (2008)
Quasi Variazioni, Divertissement "In Memoriam Paul Hindemith" pour violoncelle ou alto et piano, Op. 27 (1989)
Quatre Intermezzi, Duo No. 2 pour violon et alto, Op. 16 (1984–1990)
Requiem "In Memoriam Dmitri Chostakovitch" pour alto ou violoncelle et orchestre à cordes avec flûte et harpe, Op. 23 (1987–1988)
Sérénade No. 2: Cinq Improvisations d'après Fernand Verhesen pour alto solo, flûte alto, harpe et vibraphone (ou alto et piano), Op. 10 (1983)
Sonata Variata pour alto solo, Op. 70 (2000–2001)
Sonata da Camera pour alto et piano, Op. 67 (1977, 1997–2000)
Sonate-Méditation pour violon-baryton (ou violon, ou alto, ou violoncelle) solo (2008)
Une Prière pour alto et orchestre, Op. 52 (1994–1997)
- Henk Badings (1907–1987)
Cavatina pour alto et piano (1952)
Concerto pour alto et orchestre à cordes (1965)
Concerto pour violon, alto et orchestre (1965)
Double Concerto pour violon, alto et orchestre (1964)
Quempas pour alto et orgue (1967)
Sonate pour alto et piano (1951)
Sonate pour violon et alto (1928)
Trio III pour 2 violons et alto (1945)
Trio V pour flûte, violon et alto (1947)
Trio IX pour flûte, alto et guitare (1962)
Trio X pour flûte alto, alto et hare (1977)
- Edgar Bainton (1880–1956)
Sonate pour alto et piano (1922)
- Tadeusz Baird (1928–1981)
Concerto Lugubre pour alto et orchestre (1975)
- Osvaldas Balakauskas (1937)
Corrente pour flûte, alto et piano (2005)
Do nata pour violoncelle ou alto et bande (1982)
Duo concertante pour alto et piano (2007)
Medis ir paukštė (The Tree and the Bird) pour alto et piano (1976)
Trio concertante pour flûte, alto et piano (2008)
- Claude Ballif (1924–2004)
Trio pour flûte, alto et harpe, op. 43 no 1 (1969)
Solfeggietto pour alto solo, op. 36 no 19 (1999)
- Alain Bancquart (1934)
Baroques pour alto et orchestre (1973)
Concerto pour alto et orchestre (1965)
Duo pour alto et harpe (1985)
Écorces I pour violon et alto (publié 1968)
Jeux pour lumière pour violon, alto, violoncelle et orchestre (1969)
Les Tarots d'Ulysse pour soprano, ténor et baryton solistes, violon, alto et flûte soli, chœur d'enfants, percussion, synthétiseurs et bande (1984)
Ma manière d'arbre II: Du lent sommeil des feuilles pour alto et 10 instruments (1992)
Pièce canonique en trio pour alto et piano
Sonate pour alto seul (1983)
- Granville Bantock (1868–1946)
Sonate en fa majeur Colleen pour alto et piano (1919)
Sonate en si mineur pour alto et piano
- René Barbier (1890–1981)
Sonate pour alto et piano, op. 12 (1916)
- Wayne Barlow (1912–1996)
Elegy pour alto et piano (1967)
Intermezzo pour alto et harpe (1980)
- Richard Barrett (b.1959)
Ecliptic pour alto solo (2003)
Nothing Elsewhere pour alto seul (1987, révisé 2005)
- Lubor Bárta (1928–1972)
Concerto pour alto et orchestre (1957)
- Hans-Christian Bartel (1932–2014)
Concerto pour alto et petite orchestre (1963)
- Béla Bartók
Concerto pour alto (inachevé, complété et orchestré par Tibor Serly)
- Arnold Bax (1883–1953)
Concert Piece pour alto et piano (1904)
Elegiac Trio pour flûte, alto et harpe (1916)
Fantasy Sonata pour alto et harpe (1927)
Legend pour alto et piano (1929)
Phantasy pour alto et orchestre (1920)
Sonate en pour alto et piano (1921–1922)
- Paul Bazelaire (1886–1958)
Funérailles pour alto et piano, Op. 120 (1946)
Morceau de Lecture pour alto et piano
- Sally Beamish
Concerto pour alto no 1 (1995, rév. 1998)
- Ludwig van Beethoven
Notturno, op. 42 (transcription de la Sérénade pour cordes op. 8, effectuée par Franz Xaver Kleinheinz et révisée par Beethoven)
Duo pour alto et violoncelle : mit zwei obligaten Augengläsern (« avec deux paires de lunettes obligatoires »)
- Karol Beffa (né en 1973)
Tenebrae, pour flûte, violon, alto et violoncelle (2018)
Talisman, pour clarinette, violon, alto, violoncelle et piano (2018)
Cortège des ombres, pour clarinette, alto ou violoncelle et piano (2013)
En Miroir pour saxophone, alto et piano (2012)
Concerto pour alto et orchestre à cordes (2011)
De profundis, sur le psaume 130 du livre des psaumes pour alto et chœur mixte (2011)
Les ombres qui passent, Trio pour violon, alto ou violoncelle et piano (2010)
Café 2010, Quatuor pour violon, alto, violoncelle et piano (2010)
Manhattan pour alto et piano (2009)
Mes heures de fièvre pour voix, alto et piano (2011)
Paysages d'ombres pour flûte, ato et harpe (2008)
5 Pièces pour violon ou alto et piano (2008)
- Luciano Berio
Chemins II (1967)
Chemins III (1973)
Naturale (1985)
Sequenza VI (1967)
- Hector Berlioz
Symphonie pour orchestre et alto principal Harold en Italie
- Ernest Bloch
Suite pour alto et orchestre (1919)
Meditation & Processional, pour alto et piano
Suite hébraïque pour alto et piano
- Johannes Brahms
Sonates pour alto & piano opus 120 : no 1 en fa mineur, no 2 en mi bémol majeur
- Benjamin Britten
Concerto pour violon et alto
Elegy for unaccompanied viola
Lachrymae
Reflection, pour alto et piano
- Max Bruch
Romance pour alto & orchestre, op. 85
Double concerto pour alto et clarinette, op. 88

C
- Henri Casadesus
Concerto pour alto dans le style de Haendel
Concerto pour alto dans le style de Johann Christian Bach
- Dmitri Chostakovitch
Sonate pour alto et piano, op. 147 (1975)
- Rebecca Clarke
Sonate pour alto & piano
Lullaby no 1 pour alto et piano
Morpheus pour alto et piano

D
- Claude Debussy
Sonate pour flûte, alto et harpe
- Karl Ditters von Dittersdorf
Sonate pour alto et piano
Symphonie concertante pour alto, contrebasse & orchestre
- Brett Dean
Concerto pour alto (2004)

E
- Georges Enesco
Pièce de concert

F
- Gabriel Fauré
Après un rêve

G
- Giuseppe Ghébart
Premier concerto pour l'alto avec accompagnement d'orchestre
- Alexandre Glazounov
Élégie pour alto et piano, op. 44
- Mikhaïl Glinka
Sonate pour alto et piano en ré mineur
- Carlos Grätzer
Variaciones sobre la Repetición, pour alto et piano (1989)
Cinq études pour quatre altos, 2003-2005

H
- Georg Friedrich Haendel
Concerto en si mineur pour alto avec accompagnement orchestre
- Hermann Haller
« Episoden » pour alto et orchestre (1990/91)
- Paul Hindemith
Der Schwanendreher
Trauermusik (Musique funèbre) pour alto et orchestre à cordes
Sonate pour alto et piano, op. 11 no 4 (1919)
Sonate pour alto seul op. 11 no 5 (1919)
Sonate pour alto et piano, op. 25 no 4 (1922)
Sonate pour alto seul, op. 25 no 1 (1922)
Sonate pour alto seul, op. 31 no 4 (1923)
Sonate pour alto seul (1937)
Sonate pour alto et piano (1939)
- Franz Anton Hoffmeister
Concerto pour alto en ré majeur
Concerto pour alto en mi bémol majeur
Douze études pour alto seul
- Arthur Honegger
Sonate pour alto et piano, H.28 (1920)
- Johann Nepomuk Hummel
Sonate pour le piano-forte avec alto obligé, op. 5 no 3
Fantaisie pour alto et orchestre

I
J
- Gordon Jacob
Concerto pour alto
- André Jolivet
Cinq Églogues pour alto seul

K
- Eléni Karaïndrou
Le Regard d'Ulysse (bande originale du film du même nom) pour alto et orchestre
- Nigel Keay
Concerto pour alto (2000)
- Charles Koechlin
Sonate pour alto et piano

L
- Jean-Marie Leclair
6 sonates pour 2 altos, op. 2 Livre II

- François Leclère

Musique pour alto seul, op.25 (1997)
- Franz Liszt
Romance oubliée pour alto et piano
Transcription pour piano et alto de Harold en Italie de Berlioz
- Christophe Looten
IV Esdras 2 pour 4 altos

M
- Bohuslav Martinů
Rhapsody-Concerto pour alto et piano
- Felix Mendelssohn
Sonate pour alto en do mineur
- Max Méreaux
Bella Donna pour alto seul (2010)
Idylle pour alto seul (2002)
Ikebana pour alto et orchestre (2017)
Invocation pour alto et piano (2002)
Préludes à trois légendes pour alto seul (1990)
- Peter Mieg
« Doris » pour alto seul (1977)
Duo pour flûte et alto (1977)
- Darius Milhaud
Concerto pour alto no 1, op. 108 (1929)
Sonatine pour alto et violon, op. 226 (1941)
Sonate pour alto et piano no 1, op. 240 (1944)
Sonate pour alto et piano no 2, op. 244 (1944)
Concertino d'été pour alto solo et neuf instruments, op. 311 (1951)
Concerto pour alto no 2, op. 340 (1954)
Sonatine pour alto et violoncelle, op. 378 (1959)
- Wolfgang Amadeus Mozart
Deux duos pour violon et alto K. 423 et 424
Symphonie concertante pour violon et alto en mi bémol majeur K. 354
Trio Kegelstatt (« Les Quilles ») pour clarinette, alto et piano K. 498

N
- Ottokar Nováček

Mouvement perpétuel pour violon et orchestre (souvent joué à l'alto et au piano d'après une transcription et arrangement)
O
P
- Niccolò Paganini
Sonata per la Grand Viola
- Krzysztof Penderecki
Concerto pour alto (1983)

Q
R
- Max Reger
Trois suites pour alto seul, op. 131d
- Émile Pierre Ratez
Sonate pour alto et piano, op. 48
- Rolf Urs Ringger
Aislamiento pour alto solo (2002)
« Love is in the air » pour alto et orchestre de chambre (2007)
- Nikolaï Roslavets
Sonate pour alto et piano
- Nino Rota
sonate en sol pour alto et pianoforte
Intermezzo pour alto et piano
- Miklós Rózsa
Concerto pour alto, op. 37

S
- Franz Schubert
Sonate Arpeggione en la mineur (transcription)
- Joseph Schubert
Concerto pour alto en ut majeur
- Robert Schumann
Märchenbilder pour alto et piano, op. 113
- Alfred Schnittke
Concerto pour alto (1985)
- Carl Stamitz
Concerto pour alto no 1 en ré majeur
Concerto pour alto no 2 en la majeur
- Igor Stravinsky
Élégie pour alto seul
- Constantinos Stylianou
Concerto pour alto et orchestre en Do mineur (2012)

T
- Antonín Tučapský
Concerto pour alto
- Georg Philipp Telemann
Concerto pour alto et orchestre à cordes en sol majeur
Concerto pour 2 altos, cordes et basse continue

U
V
- Henri Vieuxtemps
Sonate en mi bémol majeur pour alto et piano, op. 36
Élégie pour alto et piano, op. 30
Capriccio pour alto seul
La Nuit pour alto et piano
Sonate pour alto et piano (inachevée)

W
- William Walton
Concerto pour alto
- Carl Maria von Weber
Andante et Rondo ungarese pour alto et orchestre
Variations pour alto et orchestre
- Franz Wohlfahrt
60 études pour alto, op. 45 (2 volumes)
- John Woolrich
Concerto pour alto
Ulysses Awakes
- Anton Wranitzky
Concerto pour deux altos & orchestre

X
Y
- York Bowen
Sonate pour alto et piano

Z
- Carl Friedrich Zelter
Concerto pour alto en mi bémol majeur